# Picromorpha pyrrhopa
Picromorpha pyrrhopa là một loài bướm đêm trong họ Geometridae.